# Cathédrale Saint-Declan d'Ardmore
La cathédrale Saint-Declan d’Ardmore est une ancienne cathédrale irlandaise, aujourd’hui en ruine. Elle devrait avoir été le premier établissement chrétien d’Irlande.

## Situation
Le complexe religieux — composé d’une tour ronde haute de 30 m, d’un cimetière, et des ruines de la cathédrale et d’un petit oratoire plus ancien — est situé proche du sommet d’une colline, dominant le village et la mer.
L’église protestante de la ville (Saint-Paul) est située non loin de l’ensemble.

## Histoire
Saint Declan (en) dit « d’Ardmore » a vécu sur le lieu sans doute autour des années 450. Il christianise la région — peut-être même avant l’arrivée de saint Patrick. 
L’oratoire date du VIIIe siècle ou du IXe pour abriter les reliques du fondateur. Les pierres oghamiques datent du Ve ou du VIe siècle, tandis que le chœur en pierre date du IXe siècle. La tour ronde et la cathédrale sont elles datées d’après les synodes irlandais, respectivement des XIIe et XIIIe siècles. Elle est considérée comme l'une des dernières tours de ce type à avoir été construites.

## Description
L’un des murs extérieurs de la cathédrale présente des bas-reliefs sculptés, restes d’un édifice du IXe siècle. Ils représentent une harpe très ancienne, ainsi que des scènes d’Adam et Ève dans le jardin d’Éden et du Jugement de Salomon.  
La cathédrale contient deux pierres sculptées d’écritures oghamiques, dans une petite alcôve. Des éléments de l’édifice originel peuvent être vus à l’intérieur du bâtiment.

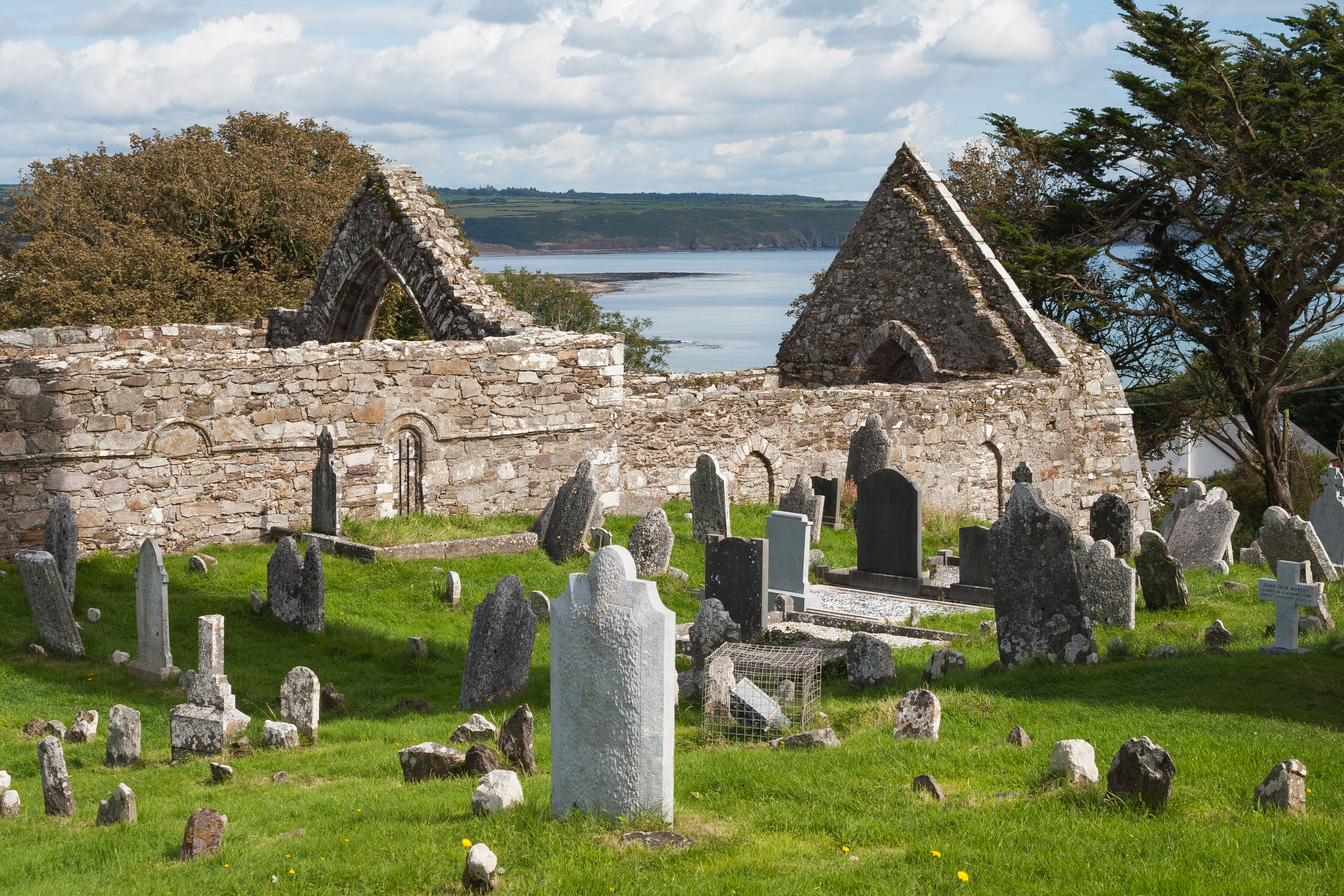
L'ensemble du bâtiment de la cathédrale.
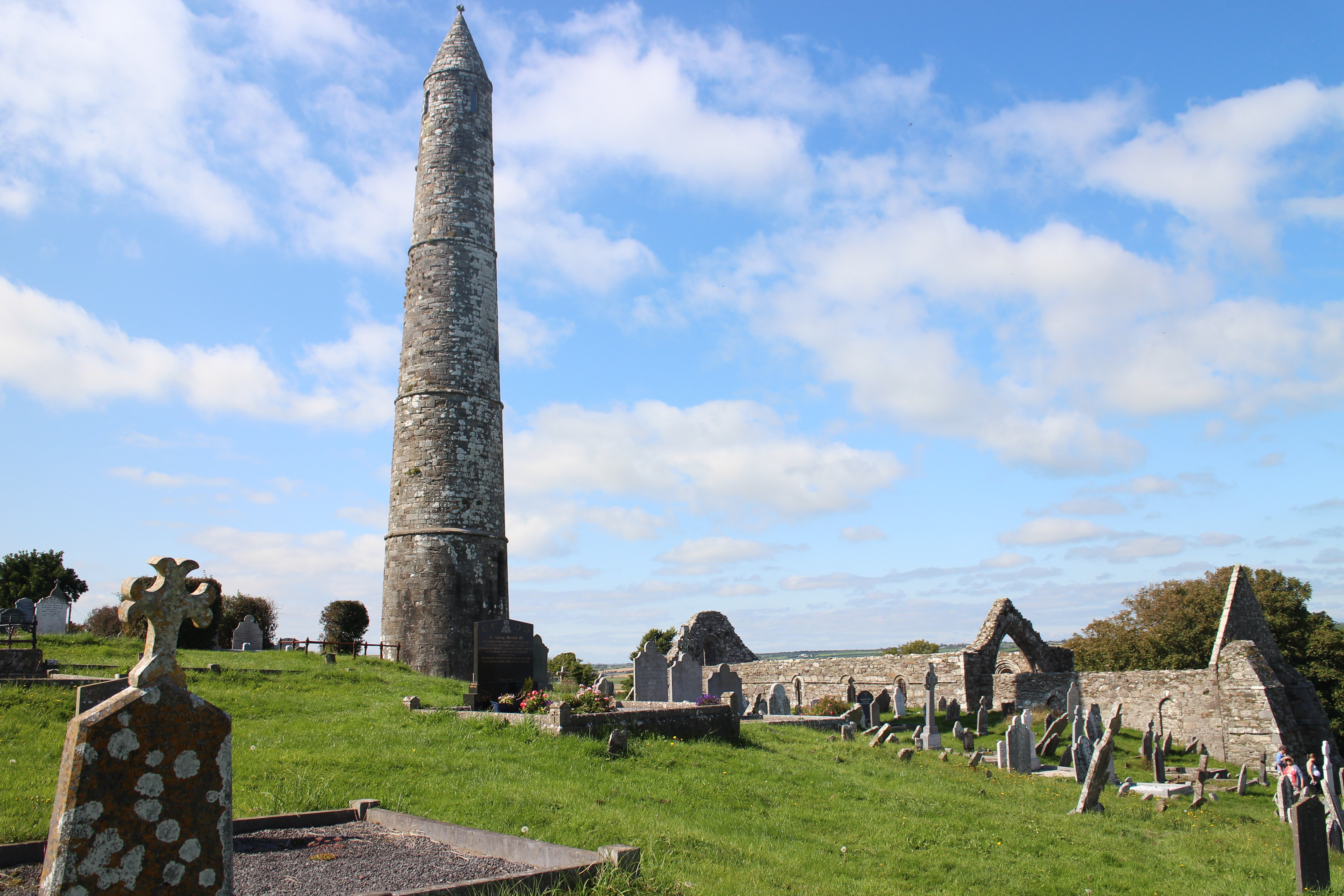
Tour ronde et cimetière
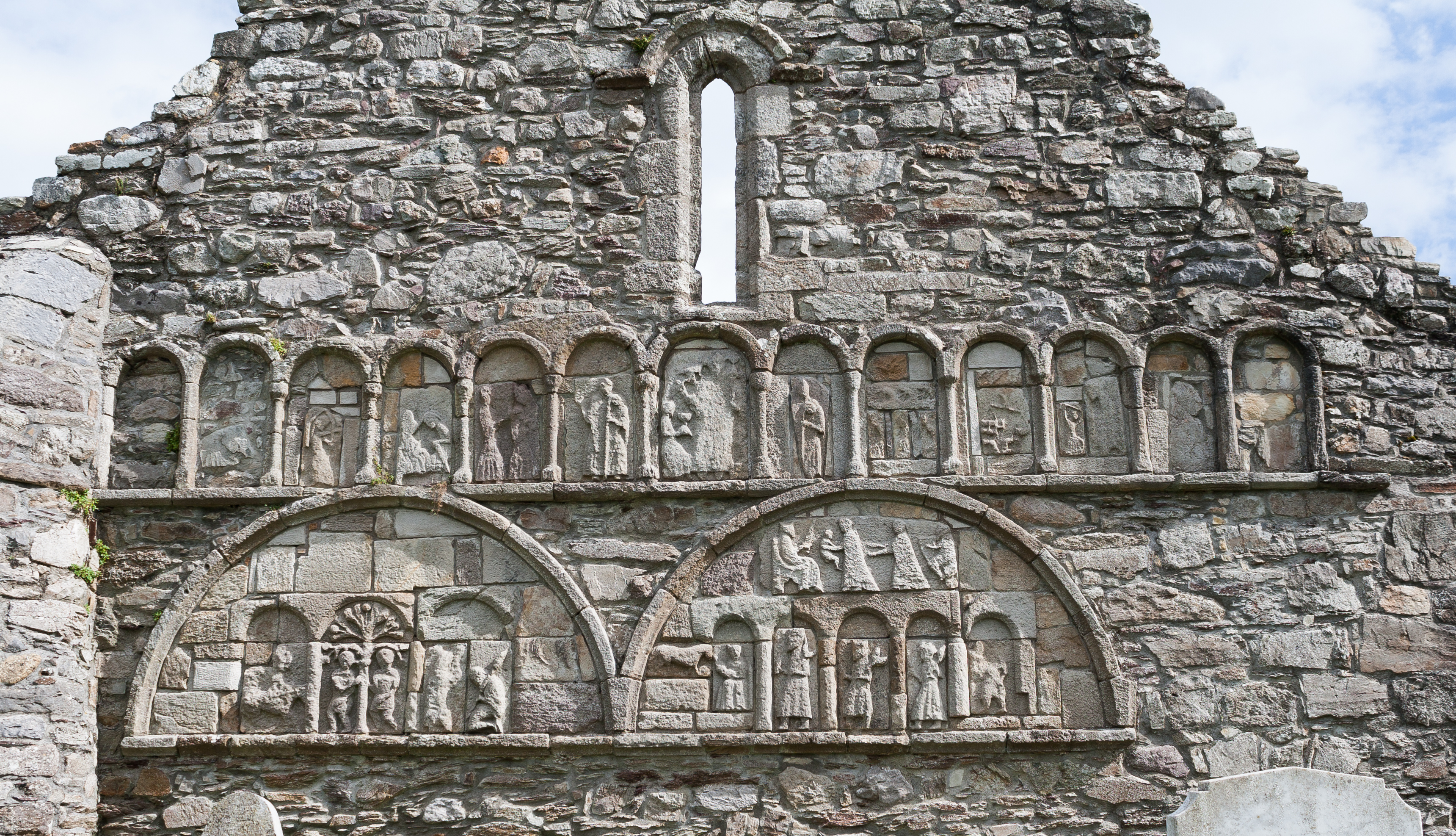
Bas-reliefs sculptés
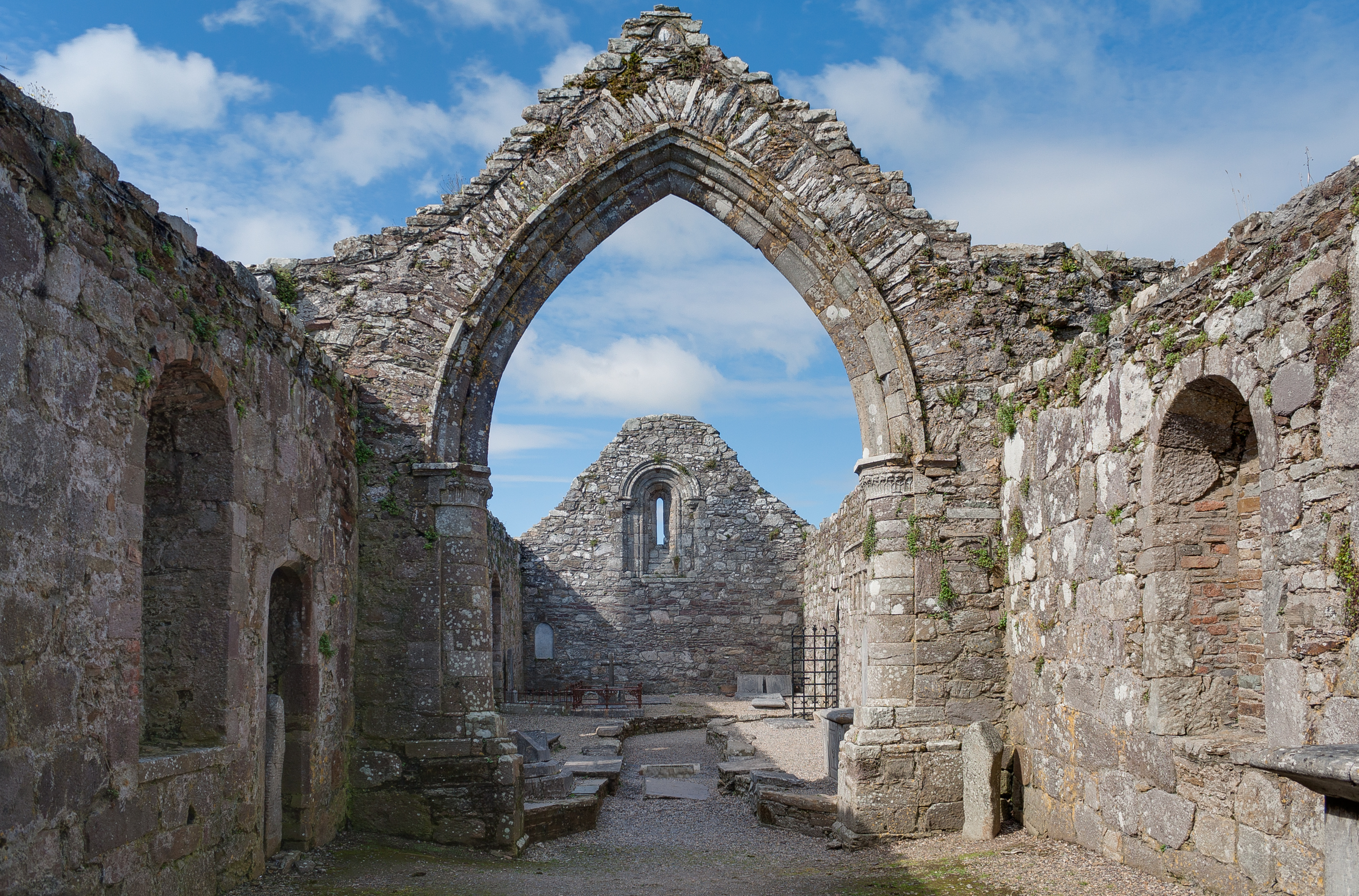
« Intérieur » de l’église
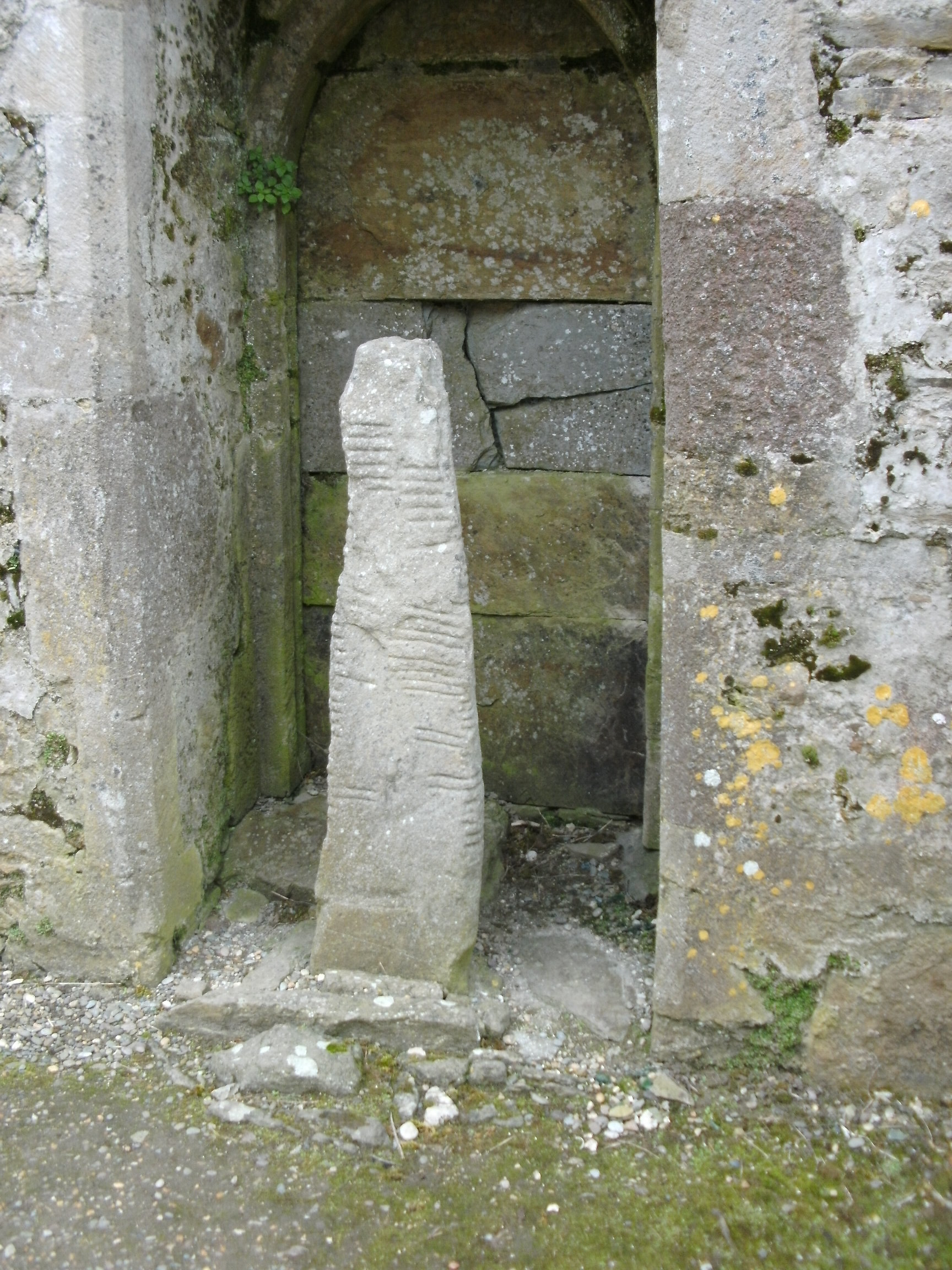
Pierre ogham.

## Source
- (en) Cet article est partiellement ou en totalité issu de l’article de Wikipédia en anglais intitulé « Ardmore, County Waterford » (voir la liste des auteurs).